# Tikri Kalan
Tikri Kalan es una ciudad censal situada en el distrito de Delhi occidental,  en el territorio de la capital nacional,  Delhi (India). Su población es de 16313 habitantes (2011). 

## Demografía
Según el censo de 2011 la población de Tikri Kalan era de 16313 habitantes, de los cuales 9247 eran hombres y 7066 eran mujeres. Tikri Kalan tiene una tasa media de alfabetización del 81,47%, inferior a la media estatal del 86,21%: la alfabetización masculina es del 89,19%, y la alfabetización femenina del 71,21%.